# Rivière Épervier
Rivière Épervier är ett vattendrag i Kanada.   Det ligger i provinsen Québec, i den sydöstra delen av landet, 300 km nordost om huvudstaden Ottawa.
I omgivningarna runt Rivière Épervier växer i huvudsak blandskog. Trakten runt Rivière Épervier är nära nog obefolkad, med mindre än två invånare per kvadratkilometer.